# Elecciones provinciales de Jujuy de 2023
Las elecciones generales y de convencionales constituyentes de la provincia de Jujuy de 2023 se realizaron el 7 de mayo de ese año. En ella se eligió gobernador y vicegobernador, legisladores y concejales e intendentes. También se eligieron 48 convencionales constituyentes, los cuales modificaran la constitución provincial Los candidatos se oficializaron el 28 de marzo de 2023.

## Reglas electorales
Las elecciones se realizaron bajo la constitución provincial aprobada el 22 de octubre de 1986, que establecía los siguientes cargos a elegir, así como el sistema electoral a emplear:
- Gobernador y Vicegobernador elegidos por voto popular directo a simple mayoría de sufragios en distrito único para un mandato de cuatro años. Tienen posibilidad de una sola reelección inmediata, pero no ser reelegidos sucesiva o recíprocamente sino con un intervalo legal.
- Legislatura unicameral, compuesta por 48 diputados elegidos en forma escalonada, con la renovación de 24 bancas cada dos años para un mandato de cuatro, mediante representación proporcional por listas con sistema d'Hondt con un piso del 5% del padrón total y la totalidad del territorio provincial como único distrito electoral.

## Candidatos
| Logo                                                                               | Logo                                                                               | Partido/Alianza                                | Partidos en la alianza | Candidato a gobernador                                            | Candidato a gobernador                            | Candidato a vicegobernador | Candidato a vicegobernador   |
| ---------------------------------------------------------------------------------- | ---------------------------------------------------------------------------------- | ---------------------------------------------- | --- | ----------------------------------------------------------------- | ------------------------------------------------- | -------------------------- | ---------------------------- |
|                                                                                    |                                                                                    | Frente Cambia Jujuy                            | Ver partidos: - Unión Cívica Radical - Coalición Cívica ARI - Cruzada Renovadora - Partido Demócrata Cristiano - Jujuy Federal - Libertad y Democracia Responsable - Movimiento Popular Jujeño - Nuestro Tiempo - Propuesta Republicana - Unidos Podemos - Siempre Jujuy - Primero Jujuy - Partido Socialista - Encuentro Jujeño - Movimiento Norte Grande - Partido Pura Militancia - Conciencia - Generación para un Encuentro Nacional Partidos municipales: - Arriba San Pedro - Palpalá Sos Vos - Por un Palpalá en Pie - Quiaqueños - Todos por Rodeito - Nuestra Gente - De los Valles de Aguas Calientes - Movimiento Dignidad y Trabajo - Alternativa Jujeña - Fortalecimiento Democrático Calilegua - Somos Palpalá - Fuerza del Norte - Unión Palpaleña - Construir con la Gente - Somos Monterrico - Partido de Unidad y Progreso Jujeño - CREO-Creando Oportunidades - Conciencia por La Esperanza - Conciencia por Libertador General San Martín - Conciencia por Puesto Viejo - Conciencia por Caimancito - Conciencia por San Pedro - Conciencia por La Quiaca - Conciencia por Aguas Calientes - Basta Palpalá |                                                                   | Carlos Sadir                                      |                            | Alberto Bernis               |
| - Ministro de Hacienda de la Provincia de Jujuy (desde 2016)                       | - Ministro de Hacienda de la Provincia de Jujuy (desde 2016)                       | Frente Cambia Jujuy                            | Ver partidos: - Unión Cívica Radical - Coalición Cívica ARI - Cruzada Renovadora - Partido Demócrata Cristiano - Jujuy Federal - Libertad y Democracia Responsable - Movimiento Popular Jujeño - Nuestro Tiempo - Propuesta Republicana - Unidos Podemos - Siempre Jujuy - Primero Jujuy - Partido Socialista - Encuentro Jujeño - Movimiento Norte Grande - Partido Pura Militancia - Conciencia - Generación para un Encuentro Nacional Partidos municipales: - Arriba San Pedro - Palpalá Sos Vos - Por un Palpalá en Pie - Quiaqueños - Todos por Rodeito - Nuestra Gente - De los Valles de Aguas Calientes - Movimiento Dignidad y Trabajo - Alternativa Jujeña - Fortalecimiento Democrático Calilegua - Somos Palpalá - Fuerza del Norte - Unión Palpaleña - Construir con la Gente - Somos Monterrico - Partido de Unidad y Progreso Jujeño - CREO-Creando Oportunidades - Conciencia por La Esperanza - Conciencia por Libertador General San Martín - Conciencia por Puesto Viejo - Conciencia por Caimancito - Conciencia por San Pedro - Conciencia por La Quiaca - Conciencia por Aguas Calientes - Basta Palpalá | - Legislador provincial (1999-2003,2005-presente)                 | - Legislador provincial (1999-2003,2005-presente) |                            |                              |
|                                                                                    |                                                                                    | Frente Justicialista                           | Ver partidos: - Partido Justicialista - Celeste para Jujuy - Jujuy Avanza - Ola - Unidos - Partido de los Trabajadores Jujeños - Movimiento Proyecto Sur - Encuentro por la Democracia y la Equidad - Arriba Jujuy - Kolina - Partido Solidario - Partido de la Concertación FORJA Partidos municipales: - Octubres - Alternativa Democrática Municipal - Palpalá Avanza - Palpalá de Todos - La Alternatia - Todos Unidos Palpalá - Por un Nuevo Palpalá - Movimiento de Integración Vecinal - Partido Comunista Palpalá - Juntos por Palpalá - Juntos Tenemos Futuro - Juntos Podemos Palpalá - Recuperación Sampedreña - Todos Somos Perico - Movimiento de Integración, Cambio y Desarrollo - Despierta Monterrico - Libertador para Todos - Juntos por Monterrico - Esperanza, Dignidad con Justicia Social |                                                                   | Rubén Rivarola                                    |                            | María Carolina Moisés        |
| - Diputado Provincial (2009-2011, 2015-actualidad) - Diputado nacional (2011-2015) | - Diputado Provincial (2009-2011, 2015-actualidad) - Diputado nacional (2011-2015) | Frente Justicialista                           | Ver partidos: - Partido Justicialista - Celeste para Jujuy - Jujuy Avanza - Ola - Unidos - Partido de los Trabajadores Jujeños - Movimiento Proyecto Sur - Encuentro por la Democracia y la Equidad - Arriba Jujuy - Kolina - Partido Solidario - Partido de la Concertación FORJA Partidos municipales: - Octubres - Alternativa Democrática Municipal - Palpalá Avanza - Palpalá de Todos - La Alternatia - Todos Unidos Palpalá - Por un Nuevo Palpalá - Movimiento de Integración Vecinal - Partido Comunista Palpalá - Juntos por Palpalá - Juntos Tenemos Futuro - Juntos Podemos Palpalá - Recuperación Sampedreña - Todos Somos Perico - Movimiento de Integración, Cambio y Desarrollo - Despierta Monterrico - Libertador para Todos - Juntos por Monterrico - Esperanza, Dignidad con Justicia Social | - Diputada nacional (2005-2009, 2017-presente)                    | - Diputada nacional (2005-2009, 2017-presente)    |                            |                              |
|                                                                                    |                                                                                    | Frente de Izquierda y de Trabajadores - Unidad | Ver partidos: - La Izquierda de los Trabajadores - Partido del Obrero - Nueva Izquierda |                                                                   | Alejandro Vilca                                   |                            | Betina Rivero                |
| - Diputado nacional (2021-presente)                                                |                                                                                    | Frente de Izquierda y de Trabajadores - Unidad | Ver partidos: - La Izquierda de los Trabajadores - Partido del Obrero - Nueva Izquierda |                                                                   |                                                   |                            |                              |
|                                                                                    |                                                                                    | Unidad por Jujuy                               | Ver partidos: - Por Jujuy - Partido Blanco de los Trabajadores - Compromiso Federal - Partido del Trabajo y del Pueblo - Partido para la Justicia Social - Partido por la Soberanía Popular - La Guardia - Corriente 13 de Abril – Las Bases - Instrumento Político para la Liberación - Confiar en Jujuy - Gana Jujuy Partidos municipales: - Desarrollo con Acciones y Renovación - Por San Pedro - Progresión Periqueña |                                                                   | Juan Cardozo Traillou                             |                            | Diego Granda                 |
| - Legislador provincial                                                            | - Legislador provincial                                                            | Unidad por Jujuy                               | Ver partidos: - Por Jujuy - Partido Blanco de los Trabajadores - Compromiso Federal - Partido del Trabajo y del Pueblo - Partido para la Justicia Social - Partido por la Soberanía Popular - La Guardia - Corriente 13 de Abril – Las Bases - Instrumento Político para la Liberación - Confiar en Jujuy - Gana Jujuy Partidos municipales: - Desarrollo con Acciones y Renovación - Por San Pedro - Progresión Periqueña | - Periodista                                                      | - Periodista                                      |                            |                              |
|                                                                                    |                                                                                    | Jujuy tiene Futuro                             | Ver partidos: - Movimiento Comunitario Pluricultural - Movimiento Integración Latinoamericana de Expresión Social - Movimiento Indígena Andino - Podemos Jujuy - Partido Nacionalista Constitucional - UNIR - Movimiento Integración Jujuy - Nuevo Horizonte (municipal) | [[File:Rodolfo Tecchi.jpg\|185px\|alt={{{Alt\|{{{descripción}}}]] | Rodolfo Tecchi                                    |                            | Magda Alejandra Choque Vilca |
|                                                                                    |                                                                                    | Jujuy tiene Futuro                             | Ver partidos: - Movimiento Comunitario Pluricultural - Movimiento Integración Latinoamericana de Expresión Social - Movimiento Indígena Andino - Podemos Jujuy - Partido Nacionalista Constitucional - UNIR - Movimiento Integración Jujuy - Nuevo Horizonte (municipal) |                                                                   |                                                   |                            |                              |
|                                                                                    |                                                                                    | VIA + Libertarios                              | Ver partidos: - Valores, Ideas y Acciones - Partido Libertario (municipal) |                                                                   | Cecilia García Casasco                            |                            | Débora Caro                  |
| - Bioquímica                                                                       |                                                                                    | VIA + Libertarios                              | Ver partidos: - Valores, Ideas y Acciones - Partido Libertario (municipal) |                                                                   |                                                   |                            |                              |
|                                                                                    |                                                                                    | Movimiento Libres del Sur                      | Partido sin alianza |                                                                   | José Gabriel Chocobar                             |                            | María José Ávila             |
|                                                                                    |                                                                                    | Movimiento Libres del Sur                      | Partido sin alianza |                                                                   |                                                   |                            |                              |
|                                                                                    |                                                                                    | Política Obrera                                | Partido sin alianza |                                                                   | Martín Iñaki Aldasoro                             |                            | Adela Mirian Gutiérrez       |
|                                                                                    |                                                                                    | Política Obrera                                | Partido sin alianza |                                                                   |                                                   |                            |                              |

## Encuestas
| Fecha                    | Encuestadora            | FCJ          | FdT            | FIT-U           | UxJ          | VIA + PL        | JtF            | Otros | Blanco | Indecisos |
| Fecha                    | Encuestadora            | Carlos Sadir | Rubén Rivarola | Alejandro Vilca | Juan Cardozo | Cecilia Casasco | Rodolfo Tecchi | Otros | Blanco | Indecisos |
| ------------------------ | ----------------------- | ------------ | -------------- | --------------- | ------------ | --------------- | -------------- | ----- | ------ | --------- |
| Fecha                    | Encuestadora            |              |                |                 |              |                 |                | Otros | Blanco | Indecisos |
| 13 - 18 de marzo de 2023 | Consultora Tendencias   | 33,4         | 18,1           | 17,2            | 7,8          | 4,9             | 3,8            | -     | 4,1    | 10,7      |
| 17 - 22 de abril de 2023 | Consultora Tendencias   | 35,7         | 11,8           | 15,2            | 5,9          | 5,4             | 1,9            | 0,7   | 4,6    | 18,8      |
| 2 - 30 de abril de 2023  | Yer's Procesamiento     | 41,6         | 8,2            | 22,8            | 7,3          | 7,4             | 3,4            | 2,3   | 4,6    | 2,4       |
| 1 - 3 de mayo de 2023    | Consultora Tendencias   | 35,1         | 12,8           | 18,7            | 6,7          | 3,5             | 0,9            | -     | -      | 12,9      |
| 1 - 3 de mayo de 2023    | Consultora Tendencias   | 30           | 9,9            | 14              | 5,5          | 3,3             | 0,9            | -     | -      | 27,6      |
| 1 - 3 de mayo de 2023    | CB Consultora           | 44,3         | 16,9           | 16              | 4,2          | 7               | 3,9            | 0,7   | 7,2    | -         |
| 1 - 3 de mayo de 2023    | CB Consultora           | 40,5         | 15,4           | 14,6            | 3,8          | 6,4             | 3,5            | 0,7   | 6,6    | 8,6       |
|                          |                         |              |                |                 |              |                 |                |       |        |           |
| 7 de mayo de 2023        | Elecciones provinciales | 49.52        | 22.32          | 12.81           | 6.66         | 3.33            | 3.24           | 2.12  |        |           |

## Resultados

### Gobernador y vicegobernador
|  | 49,59 % |

|  | 22,43 % |

|  | 12,73 % |

|  | 6,67 % |

|  | 3,24 % |

|  | 3,22 % |

|  | 1,23 % |

|  | 0,88 % |

|  | 90,43 % |

|  | 7,97 % |

|  | 1,60 % |

|  | 74,74 % |

|  | 100 % |

### Legislatura
|  | 43,10 % |

|  | 22,49 % |

|  | 11,30 % |

|  | 8,14 % |

|  | 6,50 % |

|  | 3,22 % |

|  | 2,17 % |

|  | 1,28 % |

|  | 0,92 % |

|  | 0,88 % |

|  | 87,03 % |

|  | 11,38 % |

|  | 1,60 % |

|  | 100 % |

|  | 74,74 % |

### Convención Constituyente
|  | 49,77 % |

|  | 22,45 % |

|  | 11,79 % |

|  | 7,34 % |

|  | 3,28 % |

|  | 3,18 % |

|  | 1,27 % |

|  | 0,92 % |

|  | 87,92 % |

|  | 10,38 % |

|  | 1,71 % |

|  | 100 % |

|  | 74,74 % |